# Битка при Павия (1525)
Вижте пояснителната страница за други значения на Битки при Павия.
Битката при Павия (на италиански: La battaglia di Pavia) се състои при Павия в Ломбардия, Италия на 24 февруари 1525 г.
Тя е част от Италианските войни, между френската войска – водена лично от крал Франсоа I (от династията Валоа-Ангулем), и тази на императора на Испания и Свещената римска империя Карл V (от династията на Хабсбургите) – съставена основно от испанска пехота и германски наемници, и водена от Фернандо (Феранте) Франческо д’А́валос, маркиз ди Пескара и Шарл III Бурбонски.
Битката приключва с безусловна победа за имперската армия и пленяването на Франсоа I. Тя става решаваща за разширяването на влиянието на империята в Италия и утвърждава нейното военно надмощие в Европа. Като решаващ за нейния изход фактор се приема превъзходството на испанската пехота (въоръжена с аркебузи) над тежката френска конница.
След нейния край Фернандо д’А́валос отвежда френския крал при Карл V в Мадрид, където е подписан Мадридският договор за мир през 1526 г. Борбата за надмощие между тези сили трае до 1559 г., когато Испания окончателно се утвърждава като водещата в Западна Европа.